# Мюнц, Фердинанд
Фердинанд Мюнц (23 июня 1888, Краков — 16 августа 1969, Гласхюттен) — австрийский химик, который впервые синтезировал этилендиаминтетрауксусную кислоту (ЭДТА) в И. Г. Фарбен в 1935 году, запатентовал анонимно в Германии, а позже, под своим именем в США. Целью этого было производство заменителя лимонной кислоты, чтобы уменьшить зависимость правительства Германии от импорта химической продукции из-за рубежа. Мюнц отметил, что аминокарбоновая кислота действует как хелатирующий агент намного лучше, чем лимонная кислота, и поэтому подумал, что полиаминополикарбоновая кислота работала бы ещё лучше.